# Kilcormac
Kilcormac (en irlandais : Cill Chormaic) est une petite ville du comté d'Offaly en Irlande située entre les villes de Tullamore et Birr. La population locale fut principalement employée par l'entreprise Bord na Móna pour travailler dans les tourbières locales. La ville se trouve près des montagnes Slieve Bloom et la Silver River la traverse. Avant l'indépendance irlandaise, Kilcormac était communément appelée Frankford.

## Galerie

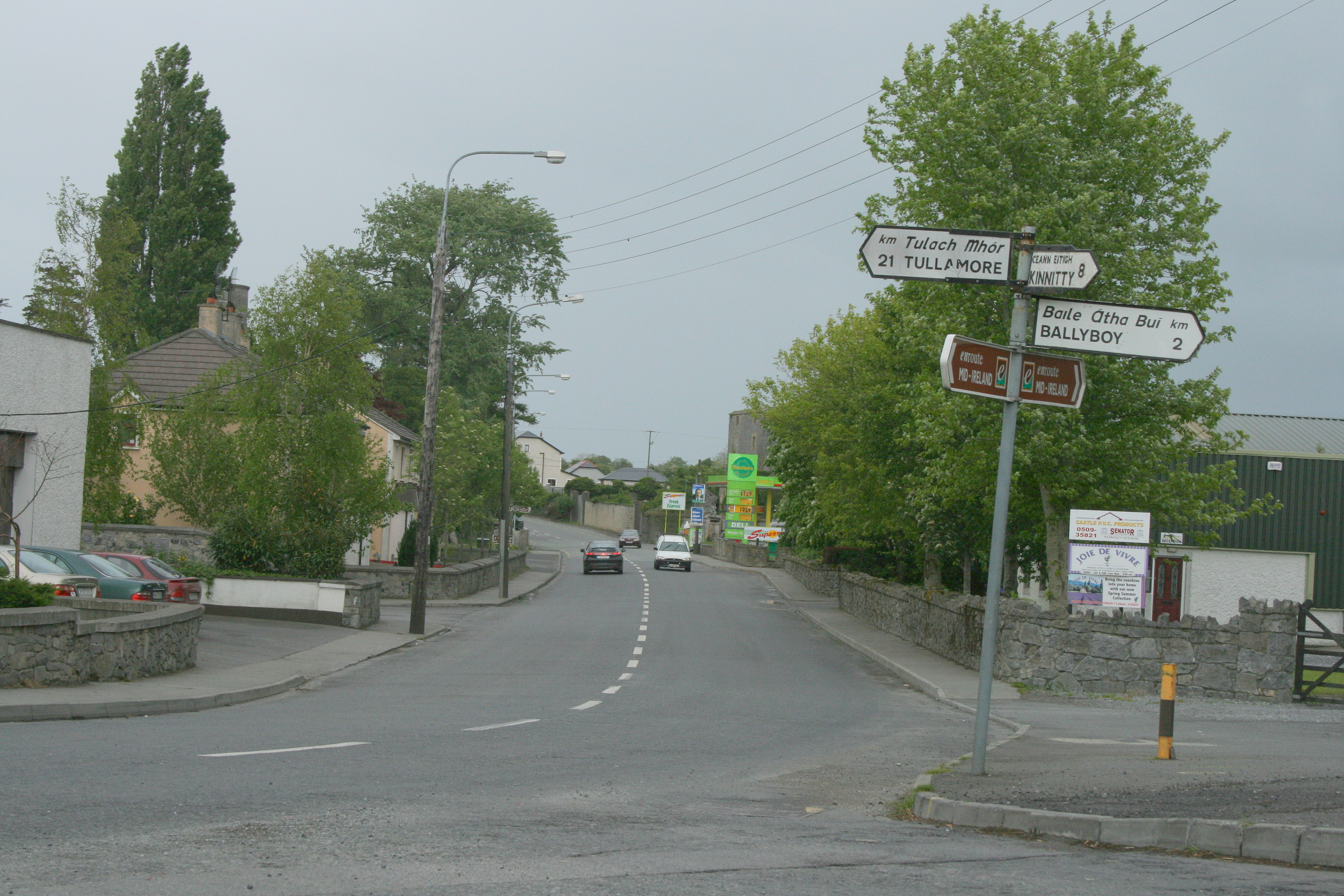
Kilcormac.
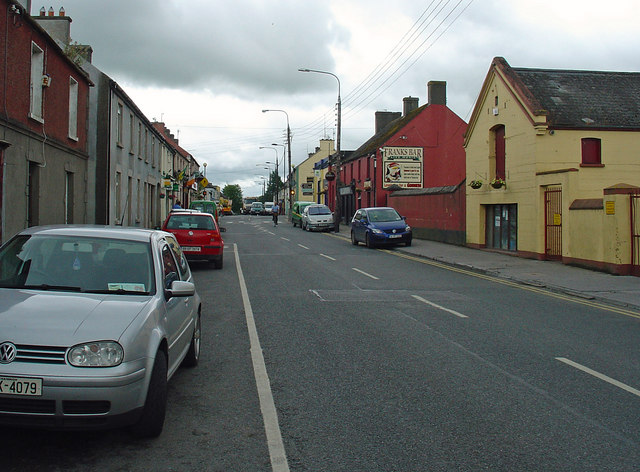
Rue principale de Kilcormac.